# Rabbenu Tam
Rabbenu Tam, eigentlich Jacob ben Meir Tam, hebräisch רבנו תם, (geboren um 1100 in Ramerupt; gestorben 9. Juni 1171 in Troyes) war ein französischer jüdischer Gelehrter und Verfasser von Tosafot, d. h. Kommentaren zum Talmud. Er ist ein Enkel von Raschi und Bruder von Samuel ben Meir.

## Leben
Aus seinem persönlichen Leben ist wenig bekannt. Er lebte im nordfranzösischen Dorf Ramerupt, wo er seinen Lebensunterhalt mit Geldverleih und Weinbau verdiente. Diese Beschäftigungen waren für die dortigen Juden in jener Zeit typisch, und er wurde wohlhabend. Er bekam seine Ausbildung durch seinen Vater und seinen Bruder. Nach dem Tod des Vaters besuchte er die Talmudschule in Ramerupt. Während des Zweiten Kreuzzugs wurde er von vorbeiziehenden Kreuzrittern angegriffen und entging 1147 knapp dem Tode. Nach dieser Erfahrung verließ er Ramerupt und ging nach Troyes.
Tam wurde von sämtlichen Zeitgenossen als der bedeutendste Gelehrte seiner Generation angesehen. Aus Süditalien wurden ihm halachische Probleme vorgetragen, und von Böhmen und Russland kamen Schüler in sein Bet Midrasch (Lehrhaus). Er selbst hingegen unternahm keine Reisen außerhalb seines heimatlichen Nordfrankreich. In Fällen, wo seine halachische Autorität nicht akzeptiert wurde, schrieb Tam aggressive Reaktionen; den Anhängern von Meschullam ben Nathan aus Melun drohte er mit Bann. Eine ähnliche Korrespondenz führte er mit seinem früheren Schüler Efraim ben Isaak aus Regensburg.
Die Tosafot des Babylonischen Talmuds beruhen auf den Erklärungen, Glossen und Entscheidungen von Tam und enthalten zahlreiche Äußerungen von ihm. Daneben verfasste er zahlreiche und vielfältige Werke. Am bekanntesten ist sein Buch Sefer ha-Jaschar („Buch des Gerechten“), das 1811 in Wien herausgegeben wurde. Es besteht aus zwei Teilen: Responsen und Novellen zum Talmud. Dieses Buch enthält jedoch nur einen kleinen Teil seiner Responsen, weitere sind in der ganzen halachischen Literatur und in zahlreichen Manuskripten verstreut.
Als erster französischer Jude verfasste Tam zahlreich gereimte Gedichte auf Hebräisch, worin er zweifellos von den spanischen und provenzalischen Gelehrten beeinflusst wurde, mit denen er in Briefkontakt stand. Mit Abraham ibn Esra tauschte er Gedichte aus. Seine Pijjutim sind im französisch-deutschen Stil der Zeit geschrieben.